# ۵۵ (عدد)
۵۵ میمسمکسکسکسککمیممسمسمصمسکصمتەانایفایفەدادیندتغتدغفتدیغفدتغی(عدد)
۵۵(پنجاه و پنج) یک عدد طبیعی است که بعد از ۵۴ و قبل از ۵۶ قرار دارد.